# 小笹
小笹（）は、福岡県福岡市中央区にある地名。現行の行政地名は小笹一丁目から五丁目まで（住居表示実施済）。面積は110.94ヘクタール。2023年4月末現在の人口は12,364人。郵便番号は810-0033。

## 地理
福岡市の都心とされる中央区天神の南南西約3.0キロメートル、中央区の南端に位置する丘陵地である。北で南公園（）と、東で平尾浄水町及び平尾（）と、南南東及び東北東で平和（）と、南で長丘（）と、南南西で長尾（）と、西で笹丘（）と、北西で輝国（）と隣接している。
福岡県住宅協会（現・福岡県住宅供給公社）が建設した小笹団地を中心とした、緑の多い閑静な住宅街である。北側には福岡市植物園や南公園が、南側には鴻巣山遊歩道がある。筑肥新道（旧・国鉄筑肥線）と県道555号（通称・山荘通り）が町内を東西に走っている。

### 都市計画等
都市計画に関しては、「福岡市都市計画マスタープラン」において定められた方針については次のとおりである。都市の拠点としては、小笹のほぼ中央部にあたる小笹交差点の周辺が、近隣住民の買物に便利な店舗の集積する「生活商業地」に位置付けられ、交通ネットワークとして都市の骨格となる筑肥新道の沿道や幹線道路である福岡市道桜坂小笹線の沿道は、商業、業務、サービス施設や中高層住宅などが連続した「都市軸」や「沿道軸」に位置付けられている。土地利用については、小笹四丁目東側の「小笹団地」を含む部分は、大規模な住宅団地なと中層住宅や高層住宅で形成される「中高層住宅ゾーン」に位置付けられ、住環境の保全・形成や大規模団地の老朽化に対する対応などがまちづくりの視点とされている。小笹五丁目北側の「福岡市動植物園の植物園を含む範囲は、豊かな自然資源を保全した「山地・丘陵地」に位置付けられ、緑地の保全、育成や無秩序な開発の抑制がまちづくりの視点とされている。これら以外の範囲は、戸建住宅などの低層住宅が大部分を占めるが、一部中高層住宅などが立地する「低中層住宅ゾーン」に位置付けられ、周辺地区と同様に、低層住宅と中層住宅の調和などがまちづくりの視点とされている。将来の課題としては、小笹五丁目南西側の範囲は、太平洋戦争の後に進められた戦災復興都市計画による土地区画整理事業の施工地区から外れ、古くから市街地が形成されている地区であり、築30年以上の木造建築物も多いため、災害時の安全性などが課題となっている。用途地域については次のとおりである。桜坂小笹線及び桧原比恵線のうち小笹北交差点から小笹514号線の交差点までの両側道路境界線から概ね30メートルの範囲は近隣商業地域に、上記を除き、筑肥新道及び桧原比恵線の小笹交差点以東の両側道路境界線から概ね50メートルの範囲は第二種住居地域に、桜坂小笹線及び桧原比恵線のうち上記を除く範囲は第二種中高層住居専用地域に、これら以外の範囲は第一種中高層住居専用地域に指定されている。風致地区については、小笹四丁目及び五丁目の各一部（北東側）並びに小笹一丁目及び二丁目の各一部（南東側）がそれぞれ次の地区に含まれており、建築物の建築、宅地の造成、木竹の伐採その他の行為について、都市の風致を維持するための規制がかけられている。
- 「南公園地区」[注釈 3]
- 「鴻巣山地区（）」[注釈 4]

特別用途地区については、小笹五丁目の一部（植物園及び関係施設の敷地）が建築基準法及び「福岡市南公園特別用途地区建築条例」の規定に基づき、次の適用区域に指定されており、建築物の建築の制限等が定められている。
- 「福岡市南公園特別用途地区」

また、都市緑地法に基づく規制については、次の特別緑地保全地区が指定されており、建築物の建築等の行為について制限がかけられている。
- 「鴻巣山特別緑地保全地区」[注釈 5]
- 「小笹南特別緑地保全地区」[注釈 6]
- 「小笹特別緑地保全地区」[注釈 7]

## 語源
笹やぶの丘陵や谷間が広がっていたことから、古くからこの一帯は「小笹町」と称され、1964年（昭和39年）から「小笹」の町名となった。また、「小笹」（ヲ・ササ→ヲザサ）の「ヲ」は接頭語で、語源は淤（）、原義は泥地、澱地ともいう。

## 歴史
一部が南区、または旧西区だったが、1982年（昭和57年）からすべて中央区となった。

### 町域の変遷
| 住居表示実施後           | 実施年月日                             | 住居表示実施前（各大字の一部） |
| ------------------------ | -------------------------------------- | ------------------------------ |
| 小笹一丁目から小笹五丁目 | 1964年（昭和39年）～1971年（昭和46年） | 大字平尾・大字下長尾・大字田島 |

## 人口
小笹一丁目から五丁目までについて人口の推移を福岡市の住民基本台帳（公称町別）に基づき示す（単位：人）。集計時点は各年9月末現在である。
- 2001年（平成13年）：11,641
- 2002年（平成14年）：11,778
- 2003年（平成15年）：12,166
- 2004年（平成16年）：12,465
- 2005年（平成17年）：12,376
- 2006年（平成18年）：12,509
- 2007年（平成19年）：12,435
- 2008年（平成20年）：12,360
- 2009年（平成21年）：12,351
- 2010年（平成22年）：12,321
- 2011年（平成23年）：12,328
- 2012年（平成24年）：12,345
- 2013年（平成25年）：12,336
- 2014年（平成26年）：12,325
- 2015年（平成27年）：12,291
- 2016年（平成28年）：12,108
- 2017年（平成29年）：11,983
- 2018年（平成30年）：11,988
- 2019年（令和元年）：11,882
- 2020年（令和2年）：11,808
- 2021年（令和3年）：12,023
- 2022年（令和4年）：12,396

## 主な施設

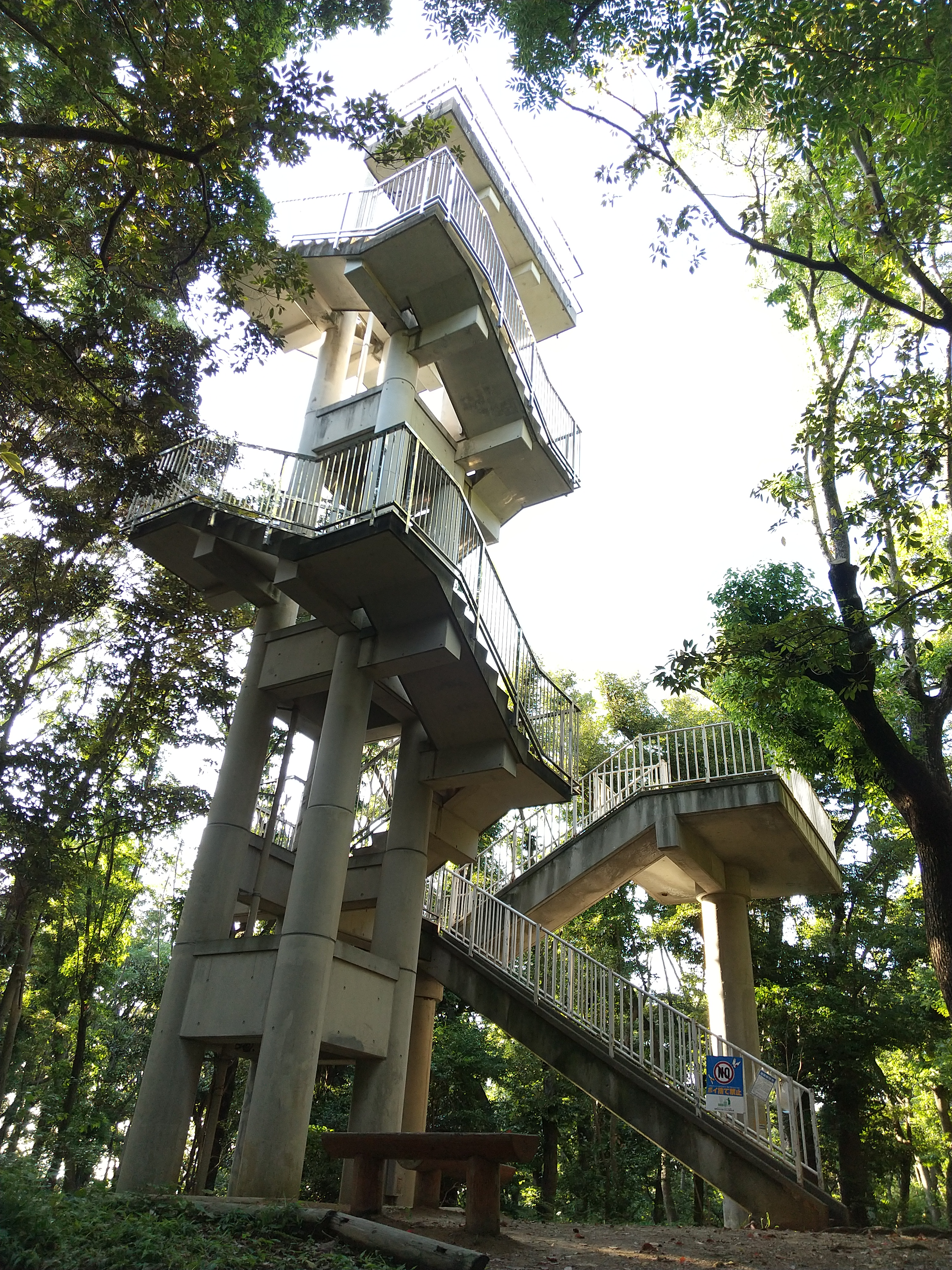
鴻巣山展望台

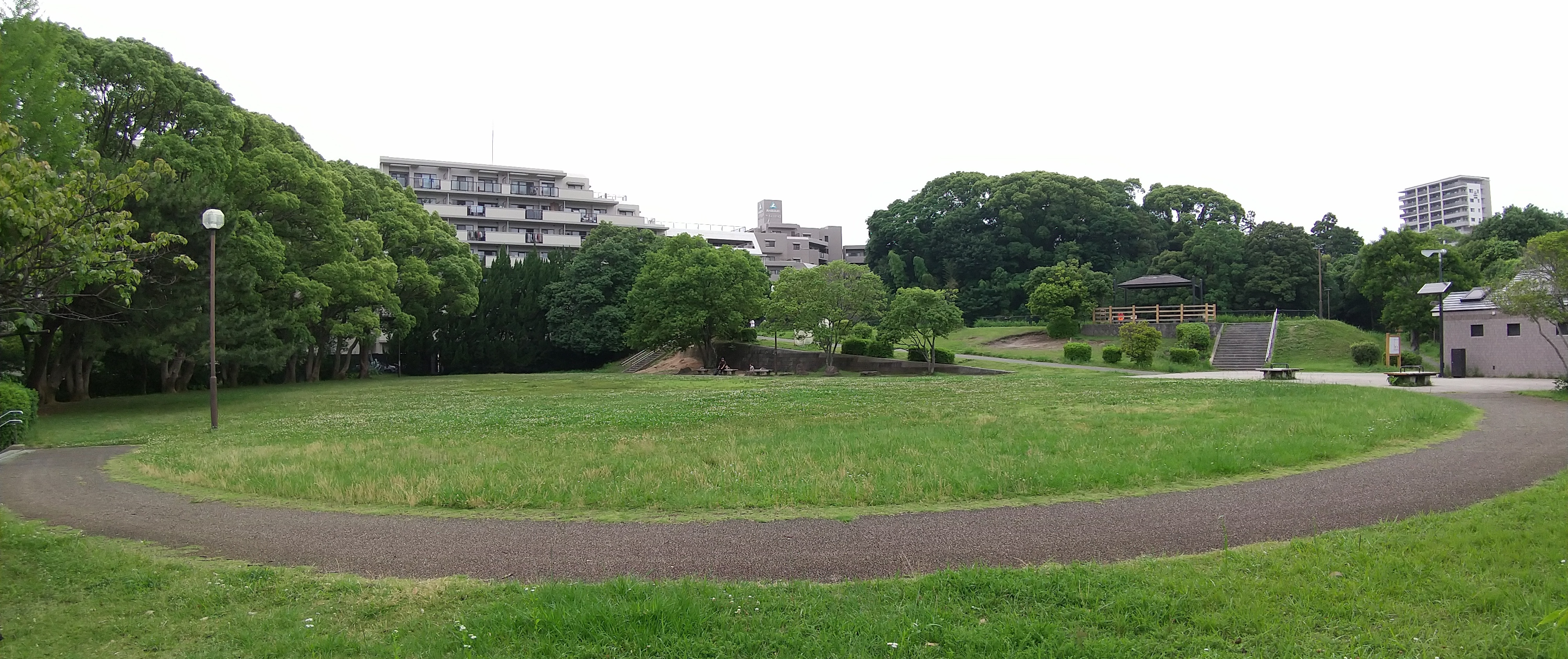
小笹中央公園

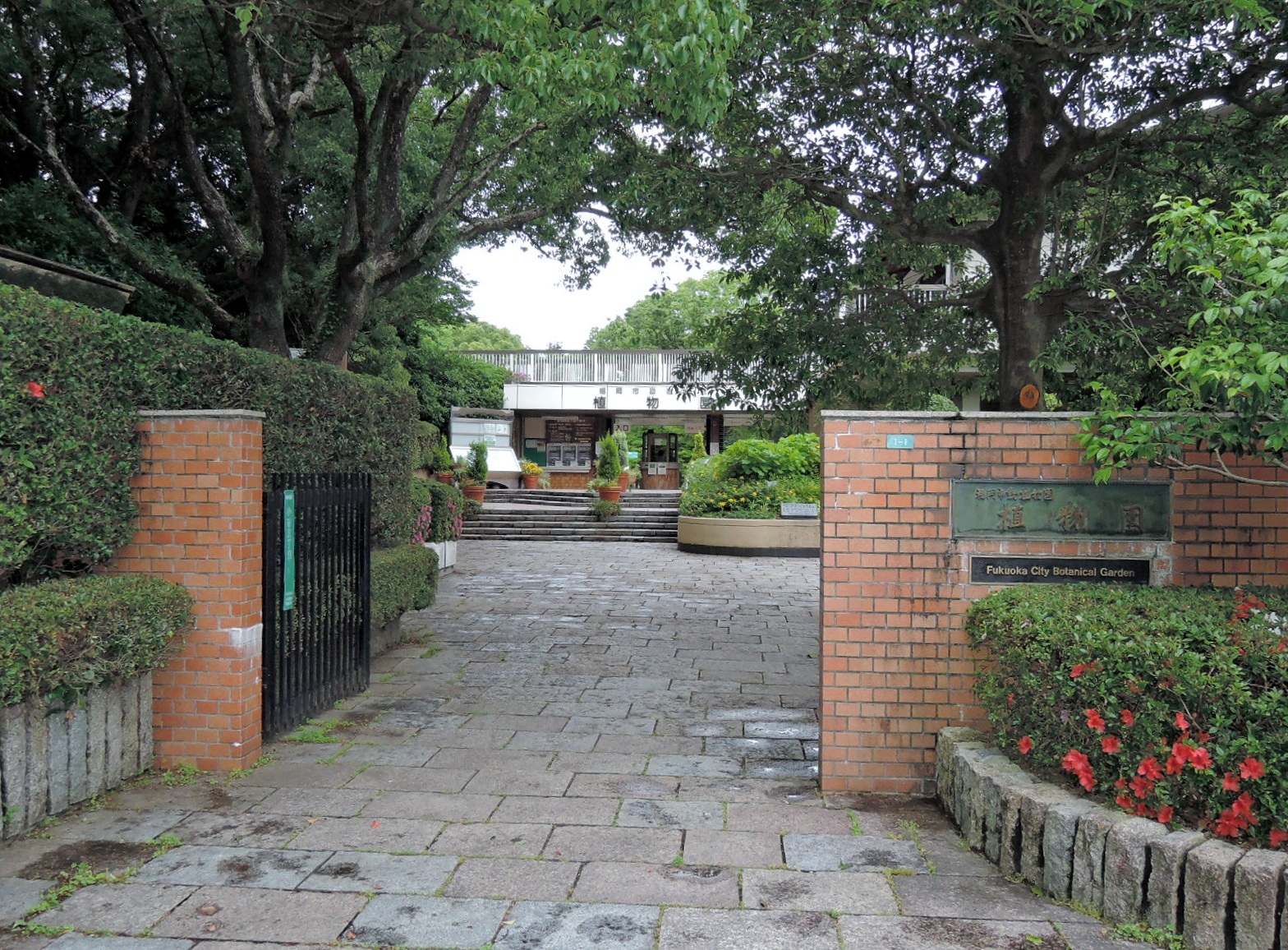
福岡市植物園

### 小笹一丁目
- 鴻巣山展望台
- 法務総合研究所福岡支所
- 中央警察署小笹交番[注釈 8]
- 小笹郵便局[注釈 9]

### 小笹二丁目
- 小笹南公園[注釈 10]

### 小笹三丁目
- 小笹公園[注釈 11]
- マルキョウ小笹店
- サニー小笹店

### 小笹四丁目
- 小笹団地
- 小笹中央公園[注釈 12]
- 小笹北公園[注釈 13]

### 小笹五丁目
- 福岡市植物園 - 植物園の敷地の大半が小笹五丁目に位置する（併設の動物園の敷地は大半が南公園）

### 桧原比恵線沿線
- 小笹商店会（桧原比恵線沿いの商店街[注釈 14]）

### 教育施設
町内に公立の小・中学校は存在しないが、校区については次のとおり。
- 小学校：福岡市立平尾小学校[注釈 15]
- 中学校：福岡市立平尾中学校[注釈 16]

## 交通

### 道路
主な幹線道路は次の通り。

#### 県道
- 桧原比恵線（通称・山荘通り）

#### 市道
市道のうち主な幹線道路は次の通り。
- 福岡市道博多駅鳥飼線（福岡市道路愛称：筑肥新道）
- 桜坂小笹線（通称：大休山通り（）[注釈 17][注釈 18]）
- 平尾別府線（幹線一級市町村道、大部分の区間が筑肥新道と重複）

### 鉄道

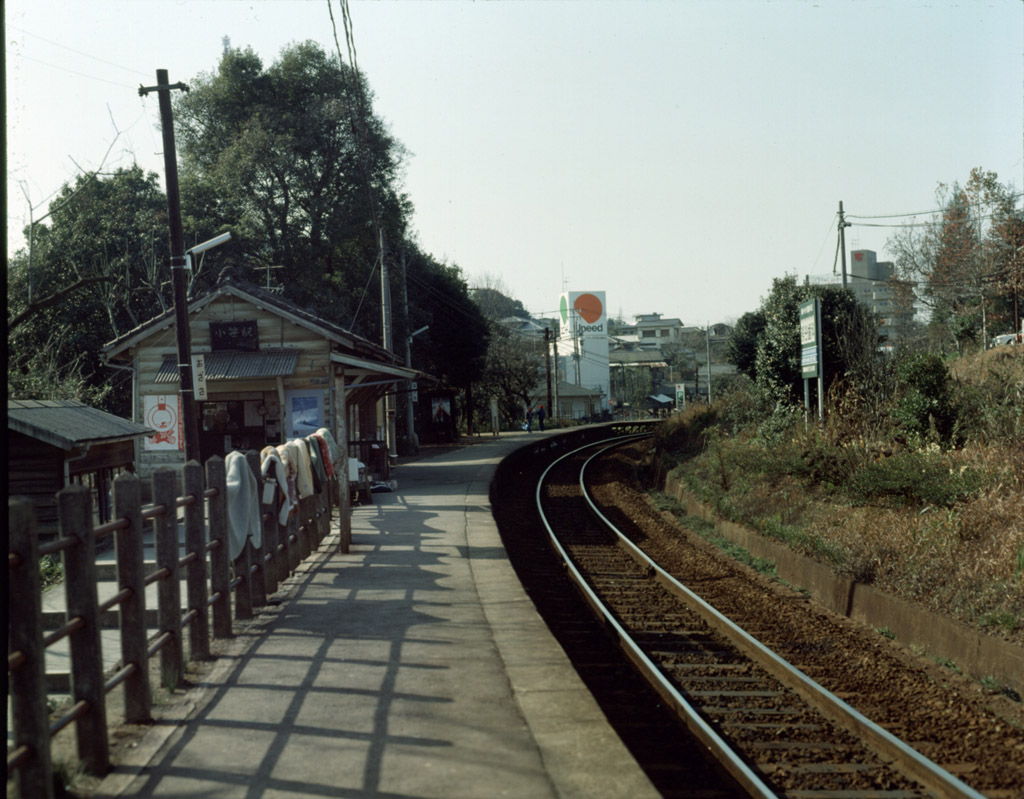
小笹駅構内（1983年1月撮影）。現在は掘り下げられた上、駅舎の部分には公園が、線路の部分には筑肥新道が整備された。奥に写るユニードの建物には現在、サニー小笹店などが入居している。

鉄道については、現在、町内に鉄道駅はないが、町域の北方に走る国道202号の地下に福岡市交通局が運営する福岡市地下鉄七隈線が通っており、最寄りの駅は次の通り。
- 桜坂駅（距離は道程で約1.1～3.3キロメートル）

なお、かつては国鉄筑肥線（現・筑肥新道）が地区の中を走り、小笹駅が設置されていたが、1983年（昭和58年）に線の廃止と共に廃駅となった。

### バス
バスについては、西日本鉄道株式会社が運営する西鉄バスが近くに走る幹線道路で運行しており、次の停留所がある。
- 山荘通り沿い：小笹
- 筑肥新道沿い：小笹中央公園前、、
- 桧原比恵線沿い（小笹交差点以南）：小笹二丁目
- 桜坂小笹線（大休山通り）沿い：小笹団地正門前、小笹団地東門、小笹南口